# Kompas TV
Kompas TV est un réseau de chaînes télévisées indonésiennes basé à Jakarta,. Fondé le 9 septembre.